# Tienen
Tienen ali Thienen (francosko Tirlemont) je mesto v belgijski deželi Flandriji. 
Mesto znano predvsem po pridelavi sladkorja, predvsem iz sladkorne pese, zaradi česar ga imenujejo tudi "Mesto sladkorja". V središču mesta vsako leto poteka tudi tridnevni glasbeni festival "Suikerrock".

## Osebe povezane s krajem
- Sv. Beatrijs iz Nazareta (1200-1268), flamska redovnica in mističarka
- André Vandewyer (1909-1992), belgijski nogometaš
- Linguist Herman Liebaers (1919–2010) belgijski jezikoslovec
- Louis Michel (born 1947), politik, oče belgijskega premierja Charlesa Michela
- Luc van Acker (born 1961), belgijski glasbenik in producent

## Mednarodna povezovanja
- Poljska, Bielsko-Biala